# Anticarsia leucospila
Anticarsia leucospila är en fjärilsart som beskrevs av Walker 1865. Anticarsia leucospila ingår i släktet Anticarsia och familjen nattflyn. Inga underarter finns listade i Catalogue of Life.